# Euspilapteryx
Euspilapteryx is een geslacht van vlinders uit de familie mineermotten (Gracillariidae).
Het geslacht omvat volgende  soorten:
- Euspilapteryx auroguttella Stephens, 1835
- Euspilapteryx crypta Vári, 1961